# Нов железопътен мост
Нов железопътен мост (на сръбски: Нови железнички мост или Novi železnički most) е въжен мост над река Сава в Белград, столицата на Сърбия. Открит през 1979 г., той е вторият железопътен мост над Сава в Белград след Стария железопътен мост през 1884 г. и пети в редицата от шест моста, които преминават над реката в градската част на града.
Това е първият железопътен мост в Европа, който използва система от въжени греди, тъй като този тип мостове се използват само за магистралите до този момент.

## История
Към средата на 20 век става ясно, че Старият железопътен мост не може да поеме целия трафик. През 1971 г. проектът за новия железопътен възел в Белград е одобрен. Той предвижда нов мост, който да направи директна връзка между жп гара Нови Белград и планираната централна гара Прокоп. Въпреки че строителството на разпределителната гара Maкиш е дадено първо, мостът е завършен преди двора, тъй като е по-важен обект за целия планиран възел.
Кметството гласува решение за изграждането му на около 250 м от Стария железопътен мост. Строежът на моста започва през 1975 г. Той е проектиран от Никола Хайдин, инженер и бъдещ президент на Сръбската академия на науките и изкуствата, и Любомир Йефтович. Решено е да се използва въжената гредова система, която до този момент се използва само за магистрални мостове, а не за железопътни.
Строителството е забавено поради имотни проблеми в квартал Сенджак, където мостът трябва да докосне земята на десния бряг на Сава. Изпразването и премахването на сградите около пазара Сенджак се проточва по-дълго от планираното. Поставянето на конструкцията на моста завършва през август 1978 г., последвано от боядисване и антикорозионна защита. Мостът, построен от фирма Мостоградна, е завършен и отворен за движение през 1979 г.

## Трафик
Въпреки че е замислен като един от централните елементи на новия железопътен възел още в края на 70-те години, неговата полезност е свързана с изграждането на други участъци от проекта. Въпреки това към 2018 г. проектът все още е до голяма степен незавършен. Железопътните релси са положени над моста в началото на 80-те години и релсата е електрифицирана. Статичното изпитване е проведено през ноември 1983 г. Използвани са два влака с 15 вагона, натоварени с натрошен камък.
Поради колабиращата икономика и последвалите войни, централната гара Прокоп не е завършена и трафикът по моста е слаб, тъй като не може да служи напълно на предназначението си. И така, мостът е описан като „до голяма степен пренебрегнат, както по отношение на трафика, така и по отношение на умовете на гражданите“.
През 2014 г. работите по Прокоп са интензивни и през 2016 г. все още незавършената гара влиза в експлоатация. Последва частично пренасочване на движението от централната жп гара в Белград. По-голямата част от железопътния трафик е пренасочен към новия мост в края на 2017 г., докато централната гара е напълно затворена през юли 2018 г., когато Старият железопътен мост фактически загубва своето значение за трафика, оставяйки само новия мост да функционира над Сава.
Като част от проекта за реконструкция на магистралната линия Белград-Будапеща, участъкът от Прокоп (Център) до Земун е в процес на модернизация на коловоза, което означава, че в момента един от коловозите на моста е затворен за ремонт, като се използва единична работеща линия.

## Характеристики
Мостът е дълъг 1928 m

## Галерия
- Новия железопътен мост през новогодишната нощ
- Новия железопътен мост в Белград по здрач

|  | Тази страница частично или изцяло представлява превод на страницата New Railway Bridge в Уикипедия на английски. Оригиналният текст, както и този превод, са защитени от Лиценза „Криейтив Комънс – Признание – Споделяне на споделеното“, а за съдържание, създадено преди юни 2009 година – от Лиценза за свободна документация на ГНУ. Прегледайте историята на редакциите на оригиналната страница, както и на преводната страница, за да видите списъка на съавторите. ВАЖНО: Този шаблон се отнася единствено до авторските права върху съдържанието на статията. Добавянето му не отменя изискването да се посочват конкретни източници на твърденията, които да бъдат благонадеждни. |